# Gerhard Meyer (Physiker)
Gerhard Meyer (* 1957) ist ein deutscher Festkörperphysiker am IBM-Forschungslabor Rüschlikon. Er arbeitet auf dem Gebiet der Rasterkraftmikroskopie (AFM) und Nanowissenschaft. Unter seiner Leitung wurde AFM zu einem Werkzeug der chemischen Strukturforschung (erstmalige Abbildung von komplexen Molekülen in der organischen Chemie in atomarer Auflösung mit dem AFM).
Meyer studierte Physik an der Leibniz-Universität Hannover mit der Promotion 1987. Danach war er bis 1991 als Post-Doktorand an den IBM-Forschungslaboratorien in Yorktown Heights und am Max-Planck-Institut für Strömungsforschung in Göttingen. Anschließend war er seit 1991 wissenschaftlicher Assistent an der FU Berlin bei Karl-Heinz Rieder.
Ihm gelangen mit dem Rastersondenmikroskop Abbildungen von Atom- und Molekülorbitalen und gezielte Manipulation auf atomarer Ebene einschließlich der erstmaligen gezielten Ingangsetzung und Beobachtung einer chemischen Reaktion an einzelnen Molekülen. Er beobachtete auch direkt wie Atome in einem Molekül im Lauf einer Reaktion die Position verändern. Dabei befestigt er ein einzelnes Molekül an der Spitze des Rastersondenmikroskops (einer Variante des Rasterkraftmikroskops). In der organischen Chemie wird zum Beispiel ein Kohlendioxid-Molekül an der Spitze genommen. Zeigt dass Sauerstoffatom nach unten reagiert die Spitze auf die Elektronendichte (gegenseitige Abstoßung der Elektronen des Sauerstoffatoms und denen der Probe). Die Technik wurde von Gerhard Meyer am IBM-Labor in Rüschlikon mit dem Physiker Leo Gross entwickelt. Die Aufnahmen von Atomen und Molekülen fanden Eingang in viele Lehrbücher. Die erste atomare Auflösung der Struktur eines Moleküls (des Pentacen) mit dem Rasterkraftmikroskop gelang ihnen (Gerhard Meyer mit Leo Gross, Fabian Mohn, Nikolaj Moll von IBM und Peter Liljeroth von der Universität Utrecht) 2009, veröffentlicht in Science, was große Aufmerksamkeit fand. Im gleichen Jahr gelang die Messung des Ladungszustands von Atomen mit Rasterkraftmikroskopie, ebenfalls veröffentlicht in Science. Meyer ist neben seiner Expertise in Festkörper- und chemischer Physik auch einer für Instrumentierung, Elektronik, Soft- und Hardware.
2013 gelang mit der Technik durch Felix R. Fischer und Michael Crommie an der Universität Berkeley die erste direkte Aufnahme davon, wie sich ein organisches Molekül in einer Reaktion verändert (über Kohlenstoffatome mit Dreifachbindungen (Ethin) verbundene Phenolringe waren das Ausgangsmolekül, nach Erhitzen bildeten sich unterschiedliche miteinander verbundene Ringstrukturen aus 5er und 6er-Ringen, die abgebildet werden konnten). Damit demonstrierten sie, dass mit der Technik eine neu, viel direktere Methode der Strukturbestimmung in der organischen Chemie zur Verfügung stand als zuvor (Massenspektrometer, NMR oder falls die Substanz rein dargestellt und kristallisiert werden konnte Röntgenbeugung).
2011 erhielt er den Robert-Wichard-Pohl-Preis für seine bahnbrechenden Forschungsarbeiten auf dem Gebiet der Rastersondenmikroskopie und -spektroskopie, die unter anderem die Veranschaulichung chemischer Prozesse ermöglichen und gezielte Manipulationen auf atomarer Ebene (Laudatio). 2012 erhielt er mit Leo Gross und Jascha Repp den Feynman Prize in Nanotechnology für die Arbeit der Gruppe am IBM-Forschungszentrum Rüschlikon.

## Schriften (Auswahl)
- A simple low-temperature ultrahigh-vacuum scanning tunneling microscope capable of atomic manipulation, Review of Scientific Instruments, Band 67, 1996, S. 2960
- mit Karl-Heinz Rieder:  Bauen mit einzelnen Atomen, Physik in unserer Zeit, Band 31, Januar 2001, S. 8–13
- mit Rieder u. a.: Manipulation of atoms and molecules for construction of nanosystems: The scanning tunnelling microscope as an operative tool, International Journal of Nanoscience, Band 2, 2003
- mit Rieder u. a.: The scanning tunnelling microscope as an operative tool: doing physics and chemistry with single atoms and molecules, Philosophical Transactions of the Royal Society A, Band 362, 2004
- Gross, F. Mohn, G. Meyer, J. Repp, F. J. Giessibl: Atomare Ladungszustände unter dem Rasterkraftmikroskop, Physik in unserer Zeit, Band 40, 2009, Heft 5
- L. Gross, F. Mohn, P. Liljeroth, J. Repp, F. J. Giessibl, G. Meyer: Measuring the Charge State of an Adatom with Noncontact Atomic Force Microscopy, Science 324, 2009, S.  1428
- L. Gross, F. Mohn, N. Moll, P. Liljeroth, G. Meyer: The chemical structure of a molecule resolved by atomic force microscopy, Science, Band 325, 2009, S. 1110
- L. Gross, F. Mohn, J. Repp, G. Meyer, Matthew Dyer, Mats Persson: Reversible Bond Formation in a Gold-Atom–Organic-Molecule Complex as a Molecular Switch, Phys. Rev. Lett., Band 105, 2010
- mit L. Gross u. a.: Organic structure determination using atomic-resolution scanning probe microscopy, Nature Chemistry, Band 2, 2010, S. 821
- mit N. Moll, L. Gross u. a.: The mechanisms underlying the enhanced resolution of atomic force microscopy with functionalized tips, New J. Phys., Band 12, 2010, S. 125020
- mit L. Gross u. a.: Bond-order discrimination by atomic force microscopy, Science, Band 337, 2012, S. 1326
- mit L. Gross u. a.: Imaging the charge distribution within a single molecule, Nature Nanotechnology, Band 7, 2012, S. 227